# Damernas jaktstart vid världsmästerskapen i skidskytte 2011
Damernas jaktstart vid VM i skidskytte 2011 avgjordes den 6 mars 2011 i Chanty-Mansijsk, Ryssland kl. 12:30 svensk tid (CET). Detta var damernas andra individuella tävling på världsmästerskapet. Distansen var 10 km.
Startlistan för denna tävling byggde på hur slutresultatet blev i sprinttävlingen. Den som vann sprinten med till exempel 11 sekunder före tvåan får, i jaktstarten, starta 11 sekunder före den andra som startar o.s.v. Guldmedaljören blev Kaisa Mäkäräinen, Finland.

## Tidigare världsmästare
| År   | Ort             | Mästare          |
| ---- | --------------- | ---------------- |
| 2006 | Pokljuka        | Tävlades inte i  |
| 2007 | Antholz         | Magdalena Neuner |
| 2008 | Östersund       | Andrea Henkel    |
| 2009 | Pyeongchang     | Helena Jonsson   |
| 2010 | Chanty-Mansijsk | Tävlades inte i  |

## Resultat
| Placering | Namn                  | Land      | Tid     | Straffrundor (L+L+S+S) |
| --------- | --------------------- | --------- | ------- | ---------------------- |
| 1         | Kaisa Mäkäräinen      | Finland   | 30.00,1 | 0 (0+0+0+0)            |
| 2         | Magdalena Neuner      | Tyskland  | 30.21,7 | 2 (0+0+0+2)            |
| 3         | Helena Ekholm         | Sverige   | 31.43,7 | 0 (0+0+0+0)            |
| 4         | Andrea Henkel         | Tyskland  | 32.00,8 | 0 (0+0+0+0)            |
| 5         | Tora Berger           | Norge     | 32.29,1 | 2 (1+0+0+1)            |
| 6         | Anastasija Kuzmina    | Slovakien | 33.00,0 | 6 (2+1+0+3)            |
| 7         | Miriam Gössner        | Tyskland  | 33.12,1 | 4 (0+0+4+0)            |
| 8         | Jana Gereková         | Slovakien | 33.15,8 | 3 (0+0+1+2)            |
| 9         | Dorothea Wierer       | Italien   | 33.17,3 | 0 (0+0+0+0)            |
| 10        | Jekaterina Jurlova    | Ryssland  | 33.24,6 | 3 (1+2+0+0)            |
| 11        | Anna Bogalij-Titovets | Ryssland  | 33.26,1 | 3 (0+0+1+2)            |
| 12        | Olga Zajtseva         | Ryssland  | 33.30,2 | 6 (1+1+3+1)            |
| 13        | Anna Carin Zidek      | Sverige   | 33.37,0 | 2 (0+2+0+0)            |
| 14        | Michela Ponza         | Italien   | 33.46,8 | 2 (1+0+1+0)            |
| 15        | Marie Dorin           | Frankrike | 33.52,1 | 3 (0+1+2+0)            |